# Hannah Norbert
Hannah Norbert, auch Hannah Norbert-Miller, Künstlername Hanne Norbert, bürgerlich Hanne Nußbaum (Nussbaum) (geboren am 25. Februar 1916 in Wien; gestorben am 17. Dezember 1998 in London) war eine österreichisch-britische Schauspielerin und Kabarettistin.

## Leben
Hannah Norbert, die bereits in jungen Jahren Schauspielerin werden wollte, besuchte die Mädchen-Mittelschule in Wien-Döbling. Im Alter von 14 Jahren wandte sie sich ohne Wissen ihrer Eltern an den österreichischen Schauspieler Hans Thimig, um ihn nach ihrer Befähigung für die Bühnenlaufbahn zu befragen; Thimig stufte sie als „talentiert“ ein und riet ihr zur Ausbildung. Anfang der 1930er Jahre schrieb sie dann an den damals in Wien am Burgtheater spielenden Schauspieler Ernst Deutsch, der ihr in einem Brief an ihren Vater eine „besondere Begabung“ attestierte.
Norbert erhielt dann von 1933 bis 1935 ihre Schauspielausbildung am Max-Reinhardt-Seminar in Wien. Sie hatte anschließend rasch Theaterengagements in der Schweiz, in Wien und Innsbruck. Sie hatte u. a. ein Engagement am von Ernst Jubal geleiteten „Theater für 49“ in Wien und am Städtebundtheater Biel-Solothurn, wo sie 1935 die Titelrolle in Maria Stuart, an der Seite der österreichischen Schauspielerin Isolde Milde (als Königin Elisabeth I.), spielte. 1937 wurde sie an die Wiener Kammerspiele verpflichtet und trat dort als Ruth in Das Geständnis von Ernest Vajda auf. Ihre letzten Vorstellungen in Österreich spielte sie im Februar/März 1938 am Stadttheater Innsbruck, wo sie, unter dem Namen Hanne Norbert, im Rollenfach der „Liebhaberin und Salondame“ für die Titelrolle in Georg Rendls neuem Stück Elisabeth, Kaiserin von Österreich verpflichtet worden war. Am 12. März 1938, unmittelbar nach dem „Anschluss Österreichs“, wurde ihr eigentlich noch bis 3. April 1938 laufender Vertrag aufgrund ihrer jüdischen Abstammung mit sofortiger Wirkung aufgelöst.
Sie verließ, nachdem ihre vielversprechende Karriere durch die Machtübernahme der Nationalsozialisten abrupt beendet worden war, Österreich noch im März 1938. Sie reiste über die österreichisch-schweizerische Grenze, wo ihre Devisen einbehalten wurden, nach Frankreich ein, wo sie dann von Boulogne-sur-Mer aus die Überfahrt nach Großbritannien antrat. Mangels eines gültigen Visums wurde ihr jedoch die Einreise verweigert. Sie ging daraufhin zurück nach Paris, wo sie von März 1938 bis August 1939 lebte. Sie erhielt, nach eigener Aussage, in Paris trotz fehlender Arbeitserlaubnis eine kleine Rolle in einem Film von Sacha Guitry; ein weiteres Filmengagement, das sie in Aussicht hatte, konnte sie wegen ihrer Ausreise nicht mehr annehmen. Kurz vor Beginn des Zweiten Weltkriegs gelang ihr dann im August 1939 bei ihrem zweiten Versuch mithilfe eines Visums, das ihre seit September 1938 in Großbritannien lebenden Eltern in Wien erhalten hatten, die Einreise nach Großbritannien.
Sie trat in England zunächst an der „Kleinen Bühne“ des Freien Deutschen Kulturbundes (FDKB) in London auf und wurde noch 1939 Mitglied der im Austrian Centre in London beheimateten, aus Emigranten bestehenden Kleinkunstbühne „Das Laterndl“. Dort spielte sie u. a. 1940/1941 die Margarete in Arthur Schnitzlers Einakter Literatur, der im Rahmen des „Laterndl“-Programms Wiener Miniaturen gezeigt wurde.
Ab 1943 war Hannah Norbert ständige Mitarbeiterin in der Österreichischen und Deutschen Abteilung der BBC London, wo sie in deutschsprachigen Propagandasendungen gegen das Nazi-Regime mitwirkte; nach dem Zweiten Weltkrieg war sie beim BBC World Service tätig. Sie wirkte als Schauspielerin und Hörspielsprecherin bei einigen britischen Rundfunk- und Fernsehsendungen mit. Sie übernahm u. a. auch die Sprechrollen bei Schallplattenaufnahmen von Wiener Operetten, die Mitte der 1950er Jahre unter Mitwirkung von zahlreichen Exilschauspielern (Karel Štěpánek, Lea Seidl, Anton Diffring) in London für die EMI-Schallplattengesellschaft entstanden. In Wiener Blut (aufgenommen 1954) sprach sie die Tänzerin Franziska Cagliari, wobei sie Erika Köth ihre Stimme lieh; in Eine Nacht in Venedig (ebenfalls 1954 aufgenommen) übernahm sie die Rolle der untreuen Senatorengattin Barbara Delacqua.
Gelegentlich war Hannah Norbert auch in kleineren Filmrollen in Kinoproduktionen zu sehen; so spielte sie u. a. in Sunday, Bloody Sunday (1971) unter der Regie von John Schlesinger die Mutter des, von Peter Finch verkörperten, homosexuellen Allgemeinarztes Dr. Daniel Hirsh. 1973 wirkte sie beim Reminiszenz-Programm des Österreichischen Kulturinstituts mit dem Titel Das Laterndl – Ein Blick zurück mit.
Hannah Norbert war seit 1946 bis zu seinem Tod mit dem Schauspieler und Regisseur Martin Miller verheiratet und trat seither auch unter dem Namen Hannah Norbert-Miller auf. Der gemeinsame Sohn ist der Musikproduzent Daniel Miller. Hannah Norbert starb im Alter von 82 Jahren. Ihr Nachlass befindet sich im Martin Miller and Hannah Norbert-Miller Archive in London.

## Filmografie (Auswahl)
- 1946: Ungeduld des Herzens (Beware of Pity)
- 1949: Der dritte Mann (The Third Man)
- 1960: Beyond the Curtain
- 1960: Exodus (Exodus)
- 1971: Sunday, Bloody Sunday (Sunday Bloody Sunday)
- 1973: A Picture of Katherine Mansfield (Fernsehserie)
- 1982: Wings (Fernsehserie)